# United States Congress Joint Economic Committee
Das Joint Economic Committee ist ein gemeinsamer Ausschuss des US-Kongresses. In ihm sitzen je zehn Abgeordnete des Senats und des Repräsentantenhauses, deren Aufgabe es ist, über die ökonomische Situation der Vereinigten Staaten zu informieren und Verbesserungsvorschläge zu formulieren.
Der Ausschuss entstand nach der Great Depression und dem Zweiten Weltkrieg zusammen mit dem Council of Economic Advisers als Teil des Employment Act. Der Ausschuss hat weder legislative Funktionen noch Unterausschüsse.

## Mitglieder

### Mitglieder im 118. Kongress

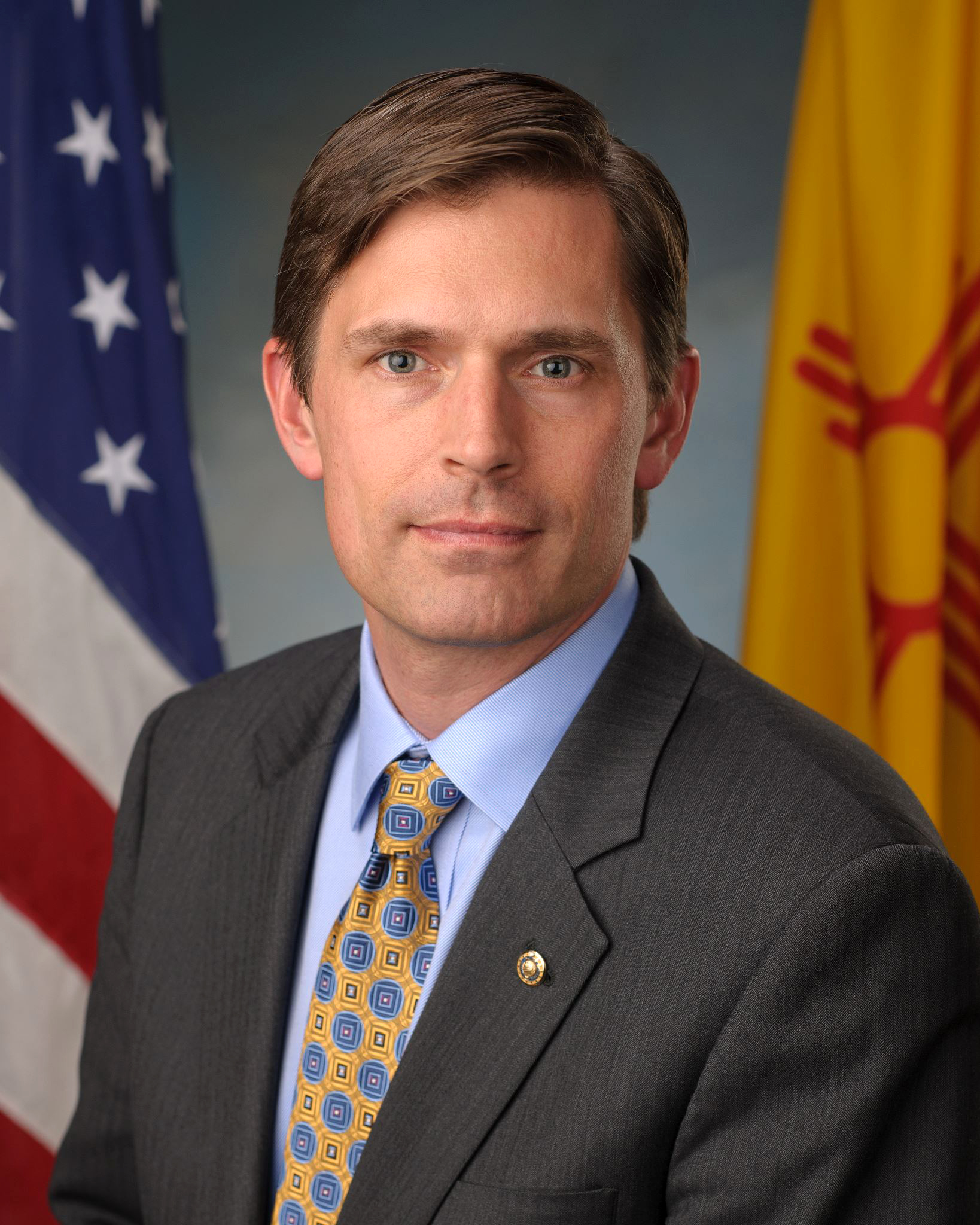
Martin Heinrich, Vorsitz im 118. Kongress

Im 118. Kongress hat er 20 Mitglieder, von denen jeweils zehn Demokraten und zehn Republikaner sind. Der Vorsitz wechselt alle zwei Jahre zwischen einem Senator und einem Repräsentanten. Vorsitzender ist derzeit Senator Martin Trevor Heinrich aus New Mexico.
|                    | Mehrheit | Minderheit                                                                                         |
| Senat              | - Martin Trevor Heinrich, Vorsitz - Amy Jean Klobuchar - Margaret Wood Hassan - Mark Edward Kelly - John Karl Fetterman - Peter Francis Welch                    | - Michael Shumway Lee, Ranking Member - Thomas Bryant Cotton - JD Vance - Eric Stephen Schmitt     |
| Repräsentantenhaus | - David Sheridan Schweikert, Vize-Vorsitz - Jodey Cook Arrington - Ronald Gene Estes - Anderson Drew Ferguson IV - Lloyd Kenneth Smucker - Nicole R. Malliotakis | - Donald Sternoff Beyer Jr. - David John Trone - Gwendolynne Sophia Moore - Katherine Moore Porter |

### Mitglieder im 117. Kongress

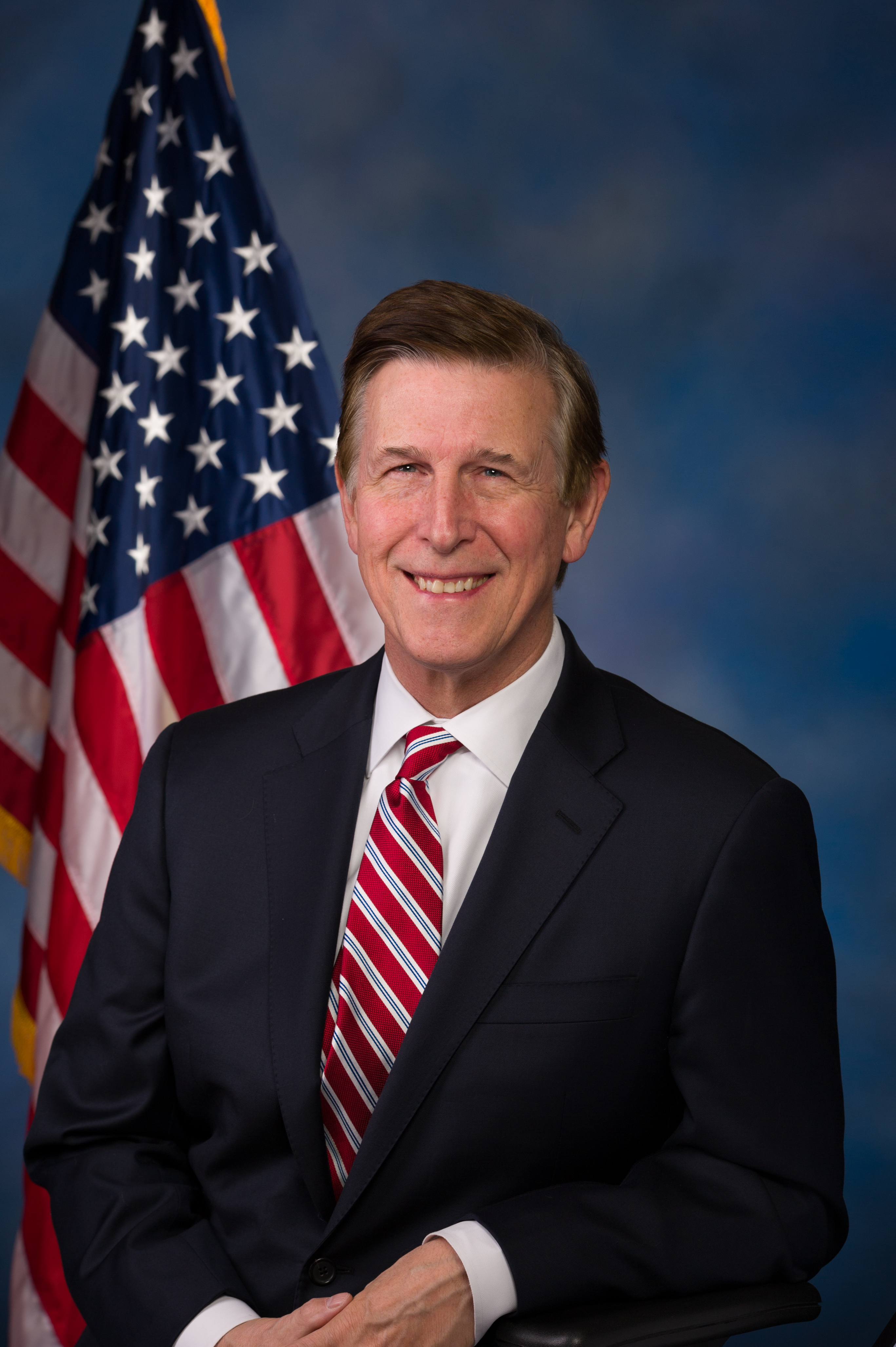
Don Beyer, Vorsitz im 117. Kongress

Im 117. Kongress hatte er 20 Mitglieder, von denen elf Demokraten und neun Republikaner waren. Der Vorsitz wechselt alle zwei Jahre zwischen einem Senator und einem Repräsentanten. Vorsitzender war Repräsentant Donald Sternoff Beyer Jr. aus Virginia.
|                    | Mehrheit | Minderheit |
| Senat              | - Martin Trevor Heinrich, Vize-Vorsitz - Amy Jean Klobuchar - Margaret Wood Hassan - Raphael Gamaliel Warnock - Mark Edward Kelly                 | - Michael Shumway Lee, Ranking Member - Thomas Bryant Cotton - Robert Jones Portman - William Morgan Cassidy - Rafael Edward Cruz |
| Repräsentantenhaus | - Donald Sternoff Beyer Jr., Vorsitz - David John Trone - Joyce Marie Beatty - Mark William Pocan - Scott Harvey Peters - Sharice Lynnette Davids | - David Sheridan Schweikert - Jaime Lynn Herrera Beutler - Jodey Cook Arrington - Ronald Gene Estes                               |

### Mitglieder im 116. Kongress

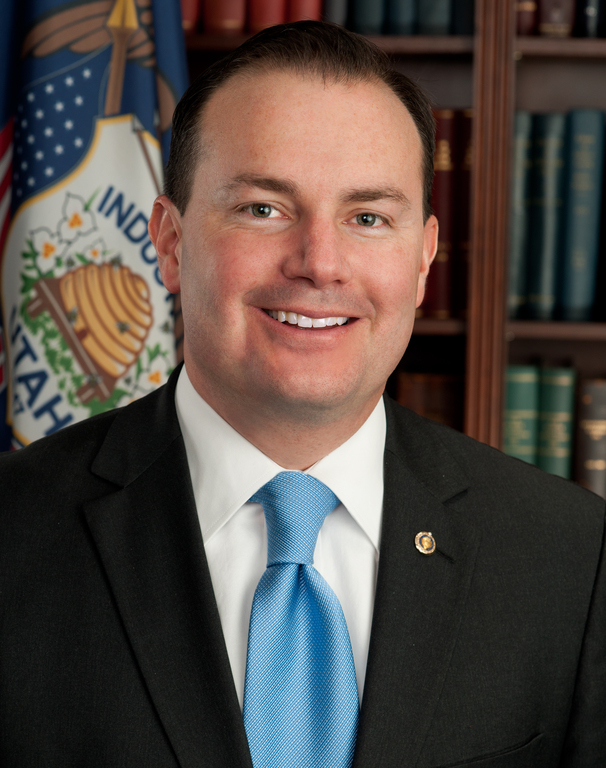
Mike Lee, Vorsitz im 116. Kongress

Im 116. Kongress hatte er 20 Mitglieder, von denen je zehn Demokraten und zehn Republikaner waren. Der Vorsitz wechselt alle zwei Jahre zwischen einem Senator und einem Repräsentanten. Vorsitzender war Senator Michael Shumway Lee aus Utah.
|                    | Mehrheit | Minderheit |
| Senat              | - Michael Shumway Lee, Vorsitz - Thomas Bryant Cotton - Robert Jones Portman - William Morgan Cassidy - Rafael Edward Cruz - Kelly Lynn Loeffler | - Martin Trevor Heinrich, Vize-Ranking Member - Amy Jean Klobuchar - Gary Charles Peters - Margaret Wood Hassan |
| Repräsentantenhaus | - Carolyn Bosher Maloney, Vize-Vorsitz - Donald Sternoff Beyer Jr. - Dennis Heck - David John Trone - Joyce Marie Beatty - Lois Jane Frankel     | - David Schweikert, Ranking Member - Darin McKay LaHood - Kenny Marchant - Jaime Lynn Herrera Beutler           |